# Fairbanks
Fairbanks (in inupiaq Atqasugiksuaq) è la seconda città più grande dello stato federato americano dell'Alaska.
Sorge su una pianura a ridosso di rilievi che lambiscono i ghiacciai delle White Mountains.

## Storia
La città venne fondata nel 1902 da E. T. Barnette, il nome della città deriva dal cognome del politico Charles W. Fairbanks.
In seguito fu scoperto un vasto giacimento d'oro da parte di Felice Pedroni, un emigrante italiano, che rese Fairbanks famosa.
Durante la seconda guerra mondiale la città divenne un'importante base militare e in seguito divenne sede di numerose industrie.

## Geografia fisica

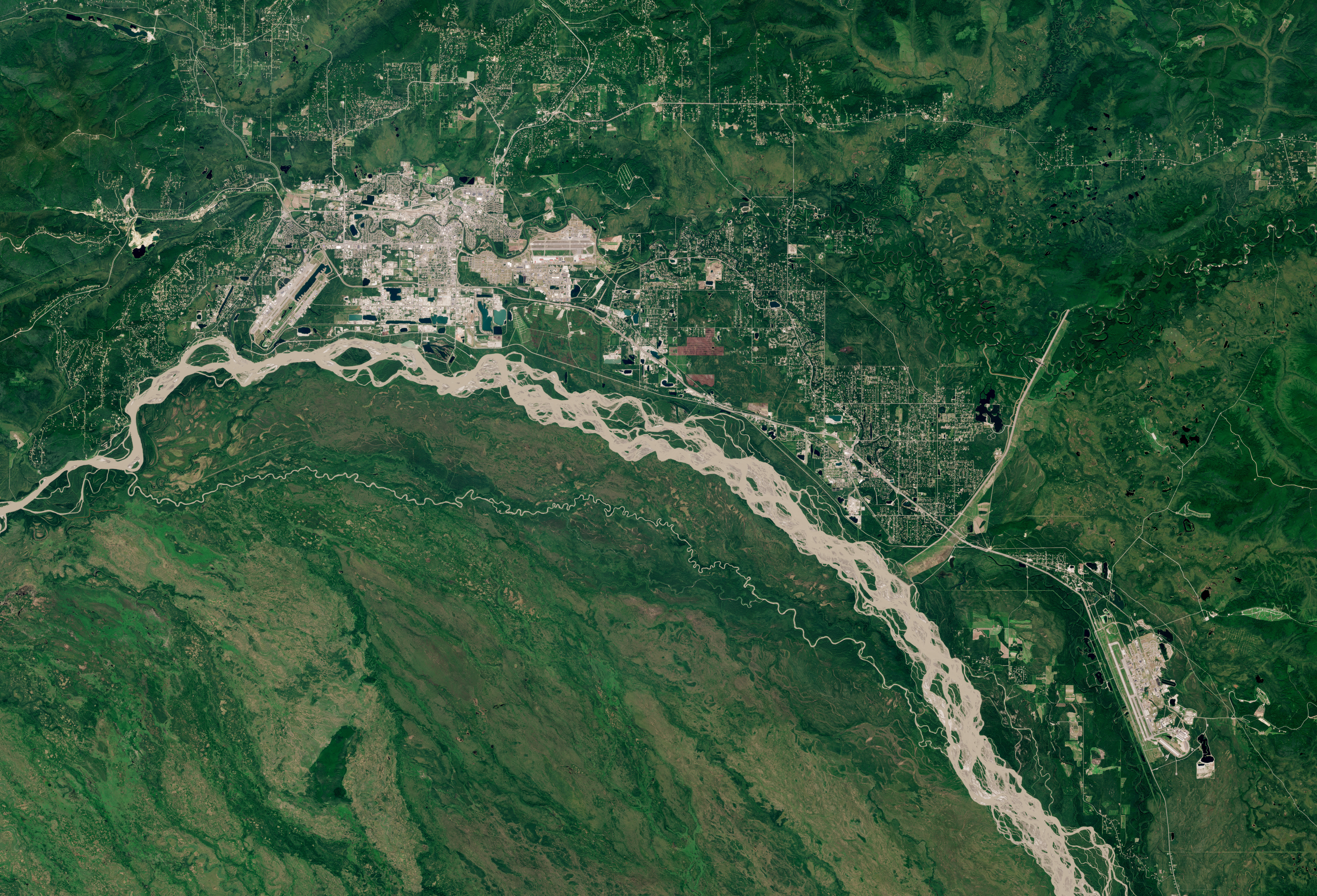
Immagine satellitare

Con una superficie di 84,6 km², ha una popolazione che nel 2006 contava 31 142 abitanti. È situata in un'area pianeggiante vicina al corso del fiume Yukon, a ridosso di rilievi montuosi che gradualmente raggiungono le altitudini del comprensorio di ghiacciai delle White Mountains.
Benché si trovi a un paio di gradi al di sotto del Circolo polare, la città è illuminata dal sole alla mezzanotte dell'ora civile all'incirca nel periodo compreso tra il 30 maggio e il 14 luglio, in quanto l'ora civile risulta essere, anche a causa dell'ora legale, traslata di quasi due ore rispetto a quella solare.

### Parchi
Nella città è presente il parco cittadino Pioneer Park con un'estensione di 109 ettari.

### Clima
| Dati climatici per Fairbanks International Airport, Alaska (1991-2020 normali, estremi 1904-presente) | Mesi  | Mesi  | Mesi  | Mesi | Mesi | Mesi | Mesi | Mesi | Mesi | Mesi | Mesi  | Mesi  | Stagioni | Stagioni | Stagioni | Stagioni | Anno  |
| Dati climatici per Fairbanks International Airport, Alaska (1991-2020 normali, estremi 1904-presente) | Gen   | Feb   | Mar   | Apr  | Mag  | Giu  | Lug  | Ago  | Set  | Ott  | Nov   | Dic   | Inv      | Pri      | Est      | Aut      | Anno  |
| --- | ----- | ----- | ----- | ---- | ---- | ---- | ---- | ---- | ---- | ---- | ----- | ----- | -------- | -------- | -------- | -------- | ----- |
| T. media (°C)                                                                                         | −22,4 | −17,7 | −11,8 | 0,9  | 10,2 | 16,1 | 17,2 | 13,9 | 7,7  | −3,2 | −15,5 | −20,2 | −20,1    | −0,2     | 15,7     | −3,7     | −2,1  |
| T. max. assoluta (°C)                                                                                 | 11    | 10    | 13    | 24   | 32   | 36   | 37   | 34   | 29   | 22   | 12    | 14    | 14       | 32       | 37       | 29       | 37    |
| T. min. assoluta (°C)                                                                                 | −54   | −50   | −49   | −36  | −18  | −2   | −1   | −6   | −16  | −33  | −48   | −52   | −54      | −49      | −6       | −48      | −54   |
| Precipitazioni (mm)                                                                                   | 15    | 13    | 10    | 8,6  | 14,0 | 38,0 | 57,0 | 53,0 | 34,0 | 19,0 | 19,0  | 14,0  | 42,0     | 32,6     | 148,0    | 72,0     | 294,6 |
| Giorni di pioggia                                                                                     | 8,7   | 6,9   | 5,7   | 3,7  | 6,2  | 10,8 | 12,8 | 13,5 | 10,7 | 9,8  | 9,5   | 8,8   | 24,4     | 15,6     | 37,1     | 30,0     | 107,1 |
| Nevicate (cm)                                                                                         | 26    | 25    | 17    | 7,9  | 2,3  | 0,0  | 0,0  | 0,0  | 5,8  | 21,0 | 32,0  | 28,0  | 79,0     | 27,2     | 0,0      | 58,8     | 165,0 |
| Giorni di neve                                                                                        | 10,2  | 8,3   | 6,7   | 2,6  | 0,6  | 0,0  | 0,0  | 0,0  | 1,3  | 8,3  | 11,2  | 10,4  | 28,9     | 9,9      | 0,0      | 20,8     | 59,6  |
| Umidità relativa media (%)                                                                            | 69,3  | 65,5  | 60,4  | 56,2 | 50,2 | 56,6 | 64,2 | 70,8 | 68,9 | 74,1 | 72,8  | 71,3  | 68,7     | 55,6     | 63,9     | 71,9     | 65,0  |
| Ore di soleggiamento mensili                                                                          | 54    | 120   | 224   | 302  | 319  | 334  | 274  | 164  | 122  | 85   | 71    | 36    | 210      | 845      | 772      | 278      | 2 105 |

## Istruzione
La città è sede dell'University of Alaska Fairbanks, fondata nel 1917 ed operativa dal 1922. Nel campus dell'università è presente il museo del Nord.

## Sport
La Stazione sciistica specializzata nello sci nordico, ha ospitato una tappa della Coppa del Mondo del 1984.

## Ambientazioni letterarie
Fairbanks è una delle città in cui si svolge il viaggio di Christopher McCandless, protagonista del libro e del film Into the wild. McCandless infatti visse alcuni mesi della sua vita in un autobus abbandonato, lungo lo Stampede Trail, la linea ferroviaria costruita dai minatori, non lontano da Fairbanks.

## Amministrazione

### Gemellaggi
- Fanano
- Jakutsk